# 美術
美術（英語：fine art）是指讓人直接在視覺上獲得美感的藝術，主要指繪畫和雕塑，也可以指工藝美術和建築藝術，現代還可以指攝影和與藝術有關的設計，是各種視覺藝術的總稱。

## 詞源
「美術」一詞，最早是出現在1872年日本的《美妙學說》中，將fine art翻譯成美術，此處的美術以造形藝術為主，同年日本參加萬國博覽會，在參展計劃及展品目錄中，也有用到這個詞語。
中國是在新文化運動時開始使用「美术」一詞，一開始使用時，詩歌和音樂也包括在美術內，後來才將美術專指視覺藝術。

## 背景
藝術起源於人類表現和交流情感的需要，情感表現是藝術最主要的功能，也是藝術發生的主要動因。而美術是藝術比較生動形象的表現方式之一。

## 歷史
在西班牙的內爾哈（Nerja）洞穴中的牆壁上，發現了迄今爲止最古老的壁畫作品，距今大約42000年。

## 二維平面形式
- 繪畫
  - 水粉畫
  - 水彩畫
  - 粉彩畫
  - 水墨畫
  - 素描
  - 油畫
  - 帛畫
  - 版畫
    - 木刻
    - 水印
    - 印花
    - 石版畫

  - 壁畫

## 立體及其他形式
- 電腦繪畫
  - 內畫
- 雕塑
  - 木雕
  - 泥塑
  - 冰雕
  - 沙雕
  - 陶藝
- 裝置藝術
- 行爲藝術

## 理論

### 藝術
- 藝術種類
- 藝術類型